# Stănilești
Stănilești is een Roemeense gemeente in het district Vaslui.
Stănilești telt 5670 inwoners.